# Alain Elkann
 (octobre 2018).
Si vous disposez d'ouvrages ou d'articles de référence ou si vous connaissez des sites web de qualité traitant du thème abordé ici, merci de compléter l'article en donnant les références utiles à sa vérifiabilité et en les liant à la section « Notes et références ».
Pour les articles homonymes, voir Elkann.
Alain Elkann, né le 23 mars 1950 à New York, est un journaliste et écrivain italien. Il est le père de John Elkann, Lapo Elkann, Ginevra Elkann, héritiers des actions industrielles du groupe Fiat de Giovanni Agnelli (grand-père maternel de John Elkann).

## Parcours
Alain Elkann est le fils de Carla Ovazza, italienne issue d'une famille de banquiers turinois, et de Jean-Paul Elkann (1921-1996) banquier français à l'origine de la création de la Compagnie financière Edmond de Rothschild et également administreur de BNP Paribas, Usinor, Penarroya, Château Kirwan et Veuve Clicquot, entre autres.
Alain Elkann épouse en premières noces à Villar Perosa en 1975 Margherita Agnelli, fille cadette de Giovanni Agnelli, petit-fils du fondateur de la société Fiat. De cette union, naîtront trois enfants dont John Elkann, président du groupe automobile Fiat-Chrysler, et Lapo Elkann, également industriel. Divorcé en 1981, il n'aura pas d'enfants de ses mariages ultérieurs.

## Fonctions et distinctions
Alain Elkann a été durant toute sa carrière en étroite collaboration avec des écrivains italiens comme Alberto Moravia et Indro Montanelli. Il est l'auteur de plusieurs dizaines d'ouvrages  traduits dans une dizaine de langues. Il est journaliste de presse écrite et de télévision. Il a présidé le Musée d'Égyptologie de Turin (le deuxième plus important du monde après celui du Caire) dont il a initié la privatisation. Il a présidé les bibliothèques publiques de l'État italien.
Il a été le conseiller du ministre italien de la Culture Giuliano Urbani ainsi que conseiller aux affaires culturelles et internationales auprès du ministre Sandro Bondi. Il est fait Chevalier de la Légion d'honneur le 4 décembre 2009.
Ses archives sont conservées à l'université américaine de Cornell.
- Il est professeur de littérature italienne à l'Université de Pennsylvanie
- Membre du conseil d'administration de l'académie italienne de Columbia university
- Président de la fondation italienne pour les arts et la culture
- Président d' Italie-USA Fondation
- Président de l'Alliance française de Turin
- Président des amis du jardin botanique Hanbury
- Depuis la rentrée 2011, il anime l'émission littéraire Bookstore sur LA7.